# 홍요섭
홍요섭(洪耀燮, 1955년 7월 3일 ~ )은 대한민국의 배우이다.

## 이력
1975년 연극배우 첫 데뷔하였으며, 이듬해 1976년 KBS 특채 탤런트로 정식 입문하였다.

## 학력
- 경복고등학교
- 중앙대학교 연극영화과(74학번,졸업)

## 드라마 출연작

### KBS 1TV, KBS 2TV
- 1980년 KBS TV 일요드라마 《파천무》... 스님 역
- 1982년 KBS1TV 대하드라마 《풍운》 ... 민영익 역
- 1982년 KBS2TV 월화드라마 《북청 물장수》
- 1983년 KBS1TV 아침드라마 《은하의 꿈》
- 1983년 KBS1TV 아침드라마 《큰딸》
- 1984년 KBS1TV 일일연속극 《사랑하는 사람들》 ... 지원범 역
- 1984년 KBS1TV 청소년드라마 《전원고향악》... 석훈 역
- 1984년 KBS1TV  청소년드라마 《어떤 개인 날》... 고영세 역
- 1986년 KBS2TV 주말연속극 《그대의 초상》 ... 지섭 역
- 1986년 KBS1TV 일일연속극 《여심》
- 1987년 KBS1TV 일일연속극 《푸른 해바라기》
- 1987년 KBS1TV 대하드라마 《토지》 ... 조용하 역
- 1988년 KBS2TV 수목드라마 《황금의 탑》 ... 경소윤 역
- 1988년 KBS2TV 미니시리즈 《풍객》 ... 장우림 역
- 1989년 KBS2TV 미니시리즈 《끝없는 사랑》 ... 성요섭 역
- 1989년 KBS2TV 일요아침드라마 《당추동 사람들》
- 1990년 KBS2TV 월화드라마 《파천무》... 스님 역
- 1990년 KBS2TV 아침드라마 《가을에 온 손님》 ... 강민구 역
- 1991년 KBS1TV 일일연속극 《옛날의 금잔디》 ... 윤영준 역
- 1994년 KBS2TV 일일연속극 《그대에게 가는 길》... 박경준 역
- 1995년 KBS2TV 아침드라마 《길》
- 1995년 KBS2TV 6.25특집극 《오래된 집》
- 1996년 KBS1TV 일일연속극 《사랑할때까지》 ... 오영빈 역
- 1997년 KBS2TV 납량특집드라마 《전설의 고향》 〈사신의 미소〉
- 1997년 KBS2TV 주말연속극 《웨딩드레스》 ... 박달수 역
- 1998년 KBS1TV 일일연속극 《살다보면》 ... 인기 역
- 1998년 KBS2TV 주말연속극 《종이학》
- 1999년 KBS2TV 미니시리즈《초대》
- 2002년 KBS2TV 미니시리즈 《고독》 ... 강은석 역
- 2003년 KBS1TV TV소설 《분이》 ... 강태수 역
- 2006년 KBS1TV 대하드라마 《서울 1945》 ... 문동기 역
- 2007년 KBS1TV 일일연속극 《하늘만큼 땅만큼》 ... 석종훈 역
- 2009년 KBS1TV 일일연속극 《다 함께 차차차》 ... 강신욱 (한태수) 역
- 2010년 KBS2TV 미니시리즈 《프레지던트》 ... 김경모 역
- 2012년 KBS2TV 주말연속극 《내 딸 서영이》 ... 최민석 역
- 2018년 KBS1TV 일일연속극 《비켜라 운명아》 ... 한만석 역
- 2023년 KBS2TV 주말연속극 《진짜가 나타났다!》 ... 공찬식 역 (1 ~ 15회) 중도하차.

### 타사
- 1987년 MBC 미니시리즈 《부초》...하명 역
- 1992년 MBC 수목드라마 《여자의 방 》 ... 장건영 역
- 1993년 SBS 수목드라마 《친애하는 기타 여러분 》 ... 소설가 역
- 1994년 MBC 미니시리즈 《마지막 승부 》 ... 대학농구코치 역
- 1994년 SBS 아침드라마 《행복하고 싶어요 》 ... 오강훈 역
- 1996년 MBC 일일시트콤 《남자 셋 여자 셋 》
- 1999년 SBS 아침연속극 《지금은 사랑할 때 》 ... 박도훈 역
- 2000년 SBS 아침연속극 《착한 남자 》 ... 한우진 역
- 2004년 SBS 드라마 스페셜 《형수님은 열아홉 》 ... 정준석 역
- 2009년 SBS 대하드라마 《자명고 》 ... 낭랑국의 왕, 최리 역
- 2010년 SBS 주말극장 《이웃집 웬수 》 ... 김우진 역
- 2011년 MBC 일일연속극 《오늘만 같아라 》 ... 문상엽 역
- 2013년 MBC 일일연속극 《빛나는 로맨스 》 ... 장재익 역
- 2016년 SBS 주말극장 《그래, 그런거야 》 ... 유재호 역

### 영화 출연
- 1989년 《모래성》

### 라디오 출연
- 《EBS 책 읽는 라디오 낭독 시리즈》 (EBS FM, 2015년)

### CF 출연
- 1981년 해태제과식품 부라보콘
- 1986년 일화 맥콜
- 1987년 영에이지(With. 홍리나)
- 1988년 동서식품 맥스웰 커피믹스
- 1989년 외환은행 비자카드 - 불우이웃 돕기편 (With. 박현숙, 나현희)
- 1989년 외환은행 비자카드 - 예약 서비스편 (With. 박현숙)
- 1989년 외환은행 비자카드 - 예스 서비스편 (With. 박현숙)
- 1989년 대우자동차 르망 - 아내의 생일편
- 1989년 대우자동차 르망 - 월미도편
- 1990년 ~ 1991년 GC녹십자 제놀 (With. 이주경)
- 1990년 ~ 1991년 삼성전자 (삼성 LDP, 죠그셔틀 VTR, 삼성 바이오 냉장고 "청", 삼성 히트 세탁기 "휴먼 퍼지", 휴먼 퍼지 팬히터, 4헤드 VCR 톱스타, 인공지능 전자렌지, 삼성 무비 카메라 "행복", 인공지능 청소기.) (With. 김혜선)外
- 1992년 브랑누아 - 자유특별시민편, 패션 독립국편, 표현의 자유편
- 1993년 남양유업 불가리스 (With. 김영철, 강석우, 신구, 오현경)
- 1996년 경동산업 키친아트 냉정수기
- 2011년 현대해상화재보험 하이카다이렉트 (With. 이태성)

## 수상
- 1991년 KBS 연기대상 남자 우수연기상